# Ojos de arena
Ojos de arena es una película de drama y suspenso argentina de 2020 dirigida por Alejandra Marino. Narra la historia de una madre que sigue una nueva pista que la podría llevar a encontrar a su hijo que lleva desaparecido desde pequeño. Está protagonizada por Paula Carruega, Ana Celentano, Joaquín Ferrucci, Victoria Carreras y Manuel Callau. La película se estrenó mundialmente el 21 de octubre de 2020 durante el Festival de Cine de Bogotá, mientras que su lanzamiento en las salas de cines de Argentina fue el 24 de junio de 2021.

## Sinopsis
Carla es una psicóloga forense que un intento de proteger a una joven captada por la trata de personas pierde a su hijo pequeño, lo que también desemboca en la ruptura de su matrimonio con Gustavo. Sin embargo, ante la aparición de una fotografía de una niña secuestrada en la misma fecha que su hijo, los une para viajar a una casa de campo donde posiblemente encuentren las respuestas sobre lo que le pasó a su hijo desaparecido.

## Elenco
- Paula Carruega como Carla
- Ana Celentano como Inés
- Joaquín Ferrucci como Gustavo
- Victoria Carreras como La Vidente
- Manuel Callau como Horacio
- Pablo Razuk como Salinas
- Sandra Sandrini
- Anahí Martella
- Natalia Ayala
- Ramiro Vayo

## Recepción

### Comentarios de la crítica
En el sitio web Todas las críticas, la película posee una aprobación del 59% basado en 15 reseñas.  Celina Demarchi de La Izquierda comentó que «el elenco transmite con sutileza el dolor insoportable de no saber qué pasó o donde está la persona secuestrada» y que se destacan por su actuación Ana Celentano y Manuel Callau. Adrián Monserrat de Escribiendo cine mencionó que Carruega «brilla en este rol» y «logra traspasar la pantalla gracias a su frescura y emocionalidad, siendo su interpretación uno de los puntos más destacados del film».
En una reseña para Ámbito Financiero, Diego Curubeto escribió que «Ojos de arena tiene todo para ser un thriller interesante, pero la directora eligió contar la historia mediante una interminable serie de flashbacks que no ayudan al ritmo narrativo, [...], en vez de enganchar al espectador, lo distancia de la acción». Fabio Albornoz de Ociopatas elogió la interpretación de Celentano afirmando «que le da veracidad y un enorme corazón a su personaje, dosifica fuerzas en cada línea para que nada se sienta impostado».

### Premios y nominaciones
| Lista de premios y nominaciones | Lista de premios y nominaciones            | Lista de premios y nominaciones         | Lista de premios y nominaciones | Lista de premios y nominaciones | Lista de premios y nominaciones |
| Año                             | Organización                               | Categoría                               | Nominado/a(s)                   | Resultado                       | Ref(s)                          |
| ------------------------------- | ------------------------------------------ | --------------------------------------- | ------------------------------- | ------------------------------- | ------------------------------- |
| 2021                            | Festival Internacional de Cine de la Mujer | Premio del público - Mejor largometraje | Ojos de arena                   | Ganador                         | [ 10 ]                          |
| 2021                            | Festival Internacional de Cine de la Mujer | Mejor actriz                            | Paula Carruega                  | Ganadora                        | [ 10 ]                          |
| 2021                            | Premios Sur                                | Mejor actriz                            | Paula Carruega                  | Nominada                        | [ 11 ]                          |